# Улан-Цацицьке сільське поселення
Ула́н-Цаци́цьке сільське поселення (рос. Улан-Цацикское сельское поселение) — сільське поселення у складі Олов'яннинського району Забайкальського краю Росії.
Адміністративний центр та єдиний населений пункт — село Улан-Цацик.

## Населення
Населення сільського поселення становить 321 особа (2019; 462 у 2010, 619 у 2002).